# Superstizione

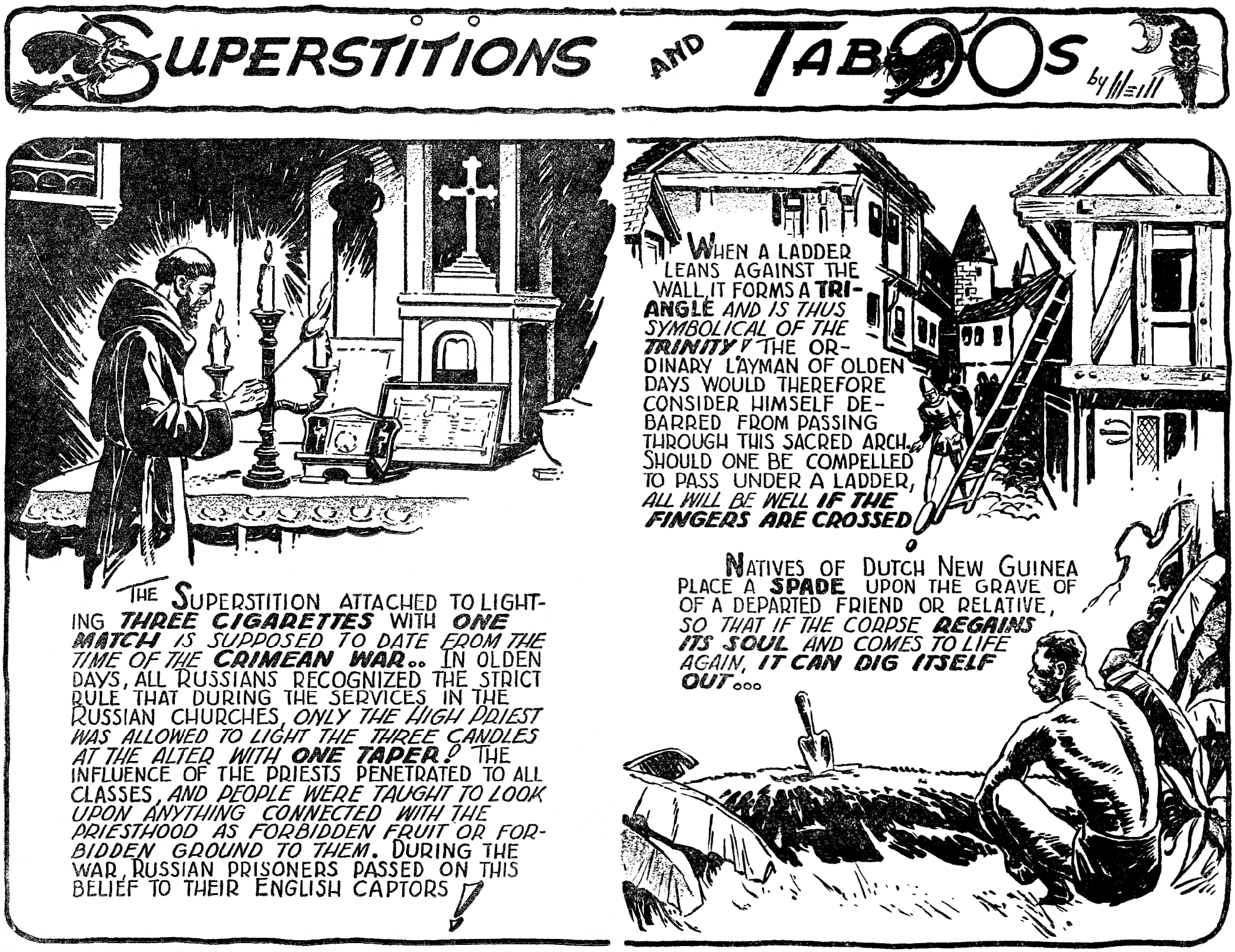
Esempi di superstizioni e tabù tratti da un numero di Weird Tales del novembre 1941

La superstizione consiste nell'attribuire fenomeni spiegabili razionalmente a cause soprannaturali. Si tratta di una credenza che può influire sul pensiero e sulla condotta di vita delle persone che la fanno propria. Generalmente si concreta nel convincimento che gli eventi futuri possano essere influenzati da particolari comportamenti senza che si possa dimostrare o anche solo ragionevolmente desumere una relazione causale.

## Generalità
Il termine deriva dal latino superstitiōne(m), composto da super- e stō (stāre). Secondo Émile Benveniste invece deriverebbe da superstes ('testimone'), da cui superstitio, 'dono della presenza', 'capacità di testimoniare cose non viste' tramite divinazione, da qui superstitiosus, 'colui che ha il dono della presenza', in quanto può testimoniare cose invisibili grazie alla divinazione; il termine si è affermato in quanto i Romani consideravano «superstizioni» i culti differenti dal proprio, basati su pratiche magiche, mistiche, e divinatorie, contrarie alla loro mentalità pragmatica e razionale.
Venne impiegato da Cicerone nel De natura deorum per indicare la devozione patologica di chi trascorre le giornate rivolgendo alla divinità preghiere, voti e sacrifici, affinché serbi i suoi figli «superstiti» (cioè sani e salvi). Da qui il termine, come espressione di atteggiamento di pavido uso del soprannaturale con lo scopo di scamparla.
Di seguito una breve descrizione di 3 esempi di superstizioni maggiormente diffuse.
La maledizione della rottura di uno specchio risale alla pratica della catottromanzia dei greci. Questa esercizio consisteva  nella lettura del futuro in specchi o ciotole di vetro riempite d'acqua e prediceva una sorte nefasta, se uno di questi specchi scivolava o si rompeva, alla persona che si era sottoposto alla pratica divinatoria. La tradizione dei sette anni di un destino peggiore della morte venne introdotta nel XV secolo dalle famiglie aristocratiche come monito per la loro servitù che si trovava per la prima volta a dover pulire i preziosi e fragili specchi a lastre di vetro con il fondo argentato prodotti a Venezia.
La sfortuna nel rovesciare il sale risale all'epoca romana quando questo era valutato un bene molto pregiato, come condimento per il cibo, conservante per la carne e il pesce, purificatore dell'acqua e cura per le ferite. Da qui vennero coniate le espressioni che tutt'oggi conosciamo relative alla sfortuna legate al sale.
Per quanto riguarda la tradizione legata all'evitare di passare sotto una scala si può fare riferimento a Pitagora che considerava il triangolo sacro. Poiché lo spazio sotto la scala ha anch'esso forma triangolare, passarci sotto significava, per il filosofo, rompere l'ordine della creazione calamitando su se stessi tutti gli effetti negativi che ne derivavano.

## Storia
Le superstizioni percorrono i millenni e hanno interessato tutti i popoli antichi. Per quanto riguarda i Romani, Marco Tullio Cicerone così scriveva:
(Cicerone, De divinatione, II, XXIV)

## Caratteristiche
Dalle varie dottrine religiose vengono normalmente considerate come superstizioni le teorie e credenze non condivise, dimostratesi illogiche (come il convincimento che il numero 17 porti sfortuna o la paura degli spettri durante un'eclissi, quest'ultima tipica dei popoli germanici), oppure desuete o divenute palesemente inaccettabili.
Albert Einstein, ad esempio, partendo dalla religione ebraica, affermò quanto segue sulle religioni in generale: 
I termini religione e superstizione hanno portato, in alcuni casi anche a problematiche di tipo traduttivo.
(Da Aulo Gellio, Noctes Atticae, 4,9,1)
Ma è stata proposta anche una traduzione differente, per cui la traduzione corretta sarebbe: «È utile al lavoro rispettare gli obblighi; non si deve essere imbarazzato dagli obblighi».
Nel De rerum natura di Lucrezio – che la considerava un instrumentum regni – è presente il seguente passo:
(De rerum natura, I, 62-64)
Mentre secondo alcuni la traduzione corretta è quella più fedele alle parole del testo originale, pertanto 'religione', per altri la parola sarebbe da tradurre col termine 'superstizione' sostenendo che per l'autore le religioni equivalgono a superstizioni. Tradurre la parola con superstizione, tuttavia, farebbe perdere il rapporto originale tra il significante "religione" e il significato che l'autore attribuiva alla stessa.
Spesso nelle superstizioni è possibile riconoscere il persistere (eventualmente in forma modificata) di credenze pseudoscientifiche non più compatibili con le conoscenze scientifiche. Questa persistenza dà l'idea della forza della superstizione e dei modi in cui si radica nelle credenze popolari.
A partire dal XIX secolo la superstizione è divenuta terreno di una serie di studi psicologici. 
La cosiddetta «superstizione eccessiva» è un sintomo del disturbo ossessivo-compulsivo, una patologia psichica e comportamentale.
Inoltre, da uno studio condotto dal Dipartimento di Psicologia Generale, Università degli Studi di Padova, si deduce che la superstizione potrebbe offrire un'inefficiente strategia di coping nel fronteggiare incertezze e pericoli e, dunque, agisca in maniera sinergica con nozioni alterate e ipertrofiche di responsabilità, ipervalutazione del rischio e intolleranza verso l'eventuale mancanza di certezze.